# Krzysztof Górski (inżynier)
Krzysztof Górski (ur. 1973) – polski inżynier oraz nauczyciel akademicki, profesor Uniwersytetu Technologiczno-Humanistycznego im. Kazimierza Pułaskiego w Radomiu (od 1 września  2023 r. Uniwersytet Radomski im. Kazimierza Pułaskiego), doktor habilitowany inżynier.

## Życiorys
Absolwent Technikum Mechanicznego w Kozienicach. W 1998 roku ukończył studia magisterskie na Wydziale Mechanicznym Politechniki Radomskiej. W 1999 roku rozpoczął pracę w Politechnice Radomskiej jako asystent w Zakładzie Technicznej Eksploatacji Pojazdów. W 2004 roku uzyskał stopień naukowy doktora nauk technicznych. Wyniki swojej pracy doktorskiej opublikował w ramach monografii. W 2014 roku przedstawił rozprawę habilitacyjną na temat: „Studium silnika o zapłonie samoczynnym zasilanego mieszaninami oleju napędowego z eterem etylo-tert butylowym”. Po uzyskaniu habilitacji, w 2014 roku został zatrudniony w Uniwersytecie Technologiczno-Humanistycznym im. Kazimierza Pułaskiego w Radomiu na stanowisku profesora nadzwyczajnego.

## Aktywność zawodowa
Aktywność naukowa dr hab. inż. Krzysztofa Górskiego dotyczyła przede wszystkim problemów odnawialnych źródeł energii oraz zastosowania transformaty falkowej w analizie procesów roboczych silnika. Część publikacji podejmowała problemy realizacji badań technicznych i diagnostyki pojazdów. Był jednym z prekursorów polskich badań nad wykorzystaniem różnych eterów do zasilania silników o zapłonie samoczynnym jak również badań nad wykorzystaniem mikroemulsji paliwowych zawierających nadtlenek wodoru do zasilania silników o zapłonie samoczynnym. W 2012 roku, za publikację książkową dotyczącą możliwości wykorzystania eteru etylo-tert-butylowego (EETB) w mieszaninie z olejem napędowym (ON) do zasilania silników o zapłonie samoczynnym uzyskał nagrodę Ministra Szkolnictwa Wyższego i Nauki (MNiSW). Od 2012 roku współpracuje z Narodowym Centrum Badań i Rozwoju, a od 2016 roku z Europejską Radą ds. Badań Naukowych – agencją Komisji Europejskiej, w zakresie ewaluacji projektów naukowo-badawczych finansowanych ze środków Unii Europejskiej. Od 2023 r. współpracuje z Polską Agencją Rozwoju Przedsiębiorczości jako ekspert branżowy. Jest wielokrotnym stypendystą programu Erasmus oraz Erasmus+ finansowanego ze środków UE.

Wykładał w kilku zagranicznych uczelniach, m.in.:

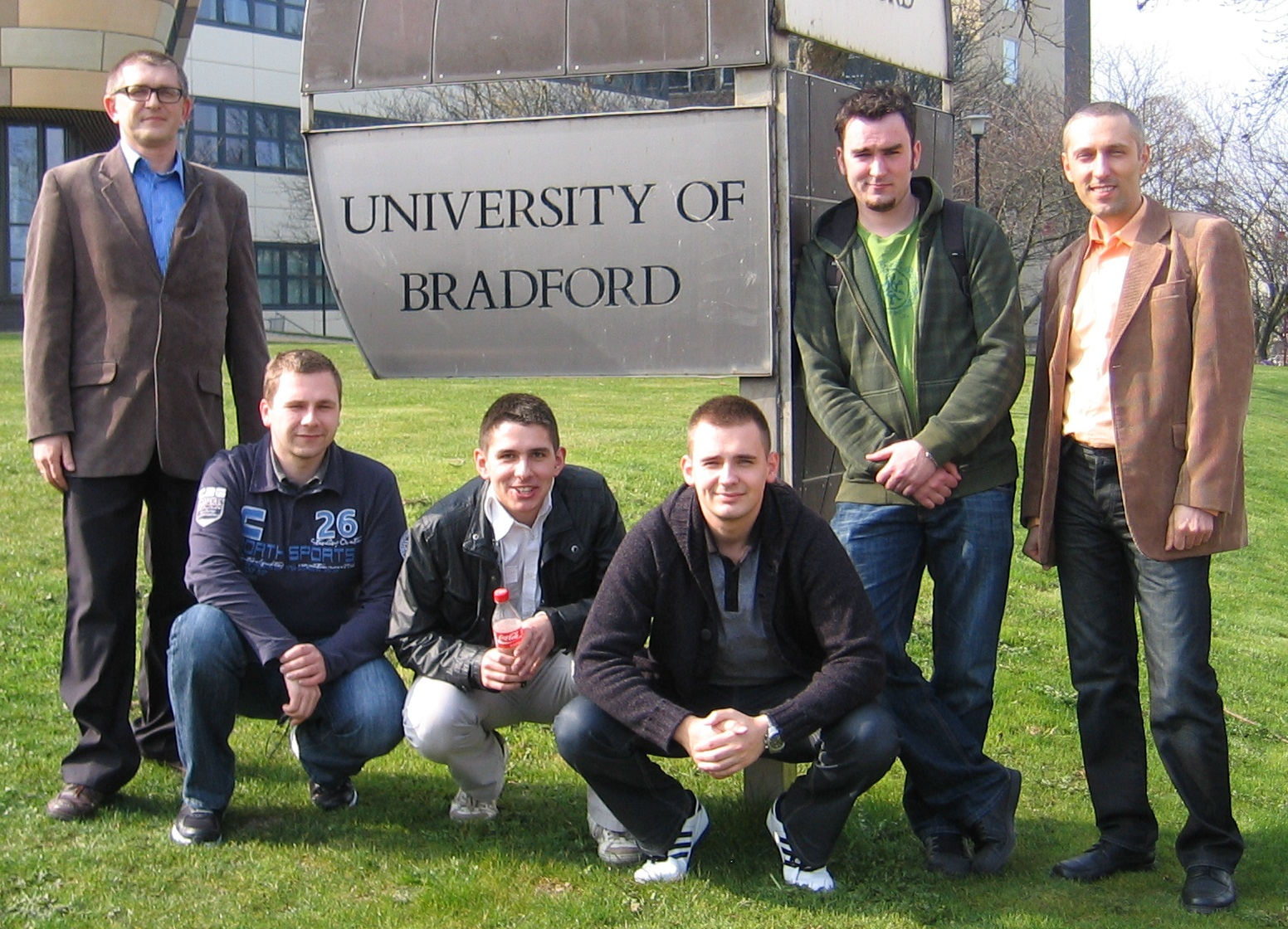
Bradford

1. University of Bradford (Anglia) Bradford – na zdjęciu pierwszy od prawej,
2. Karel de Grote Hogeschool(inne języki) (Belgia),
3. Latvia University of Agriculture (Łotwa),
4. Alexander Technological Educational Institute of Thessaloniki (ATEI)(inne języki),
5. Vilnius University (Litwa),
6. Vilnius Colleage of Technologies and Design(inne języki) (Litwa),
7. Higher Education Institute (Litwa),
8. Technical University of Ostrava, (Czechy)
9. Technical University of Košice (Słowacja).

Od 2013 roku szczególnie aktywnie współpracuje z ATEI Thessaloniki tj. grecką, państwową uczelnią wyższą z siedzibą w Salonikach. W 2019 r. ATEI  Thessaloniki zostało włączone w struktury International Hellenic University (IHU). Efektem współpracy jest szeroka wymiana studentów pomiędzy Uniwersytetem w Radomiu oraz IHU Thessaloniki. Krzysztof Górski był autorem i koordynatorem programu edukacyjnego Green and safe road transport in local communities, finansowanego w latach 2013–2014 ze środków UE. W tym programie uczestniczyło ok. 100 studentów i nauczycieli z: Belgii, Łotwy, Bułgarii, Słowacji, Grecji i Polski. W rodzimej uczelni tj. UTH Radom, w latach 2004–2023 był promotorem ok. 230 prac magisterskich, inżynierskich oraz jednej rozprawy doktorskiej. Jest autorem kilku podręczników akademickich. Od 2000 roku jest członkiem Stowarzyszenia Inżynierów i Techników Mechaników Polskich (SIMP) oraz Polskiego Towarzystwa Naukowego Silników Spalinowych. W ramach członkostwa w SIMP prowadzi działalność w zakresie popularyzacji nauki. W latach 2014–2022 był wiceprezesem radomskiego oddziału SIMP. W 2019 r. pełnił funkcję dyrektora Instytutu Eksploatacji Pojazdów i Maszyn (IEPiM) UTH Radom. Po zmianach organizacyjnych, które nastąpiły w następstwie tzw. Ustawy 2.0, pełni funkcję kierownika Katedry Pojazdów Samochodowych Uniwersytetu w Radomiu. W kadencji od 1 września 2020 r. do dnia 31 sierpnia 2024 r. był  członkiem Senatu Uniwersytetu Technologiczno – Humanistycznego im. Kazimierza Pułaskiego.

## Publikacje i recenzje prac naukowych
Wyniki badań dr hab. inż. Krzysztofa Górskiego były wielokrotnie publikowane zarówno w formie monografii jak i artykułów naukowych o zasięgu krajowym i międzynarodowym. Prace z zakresu wykorzystania eterów do zasilania silników o zapłonie samoczynnym były publikowane m.in. w renomowanych czasopismach takich jak FUEL, Energy&Fuels, Energies, a także rozdziale w monografii wydanej przez Nova Publishers, New York, USA. Pełny wykaz publikacji jest dostępny w bazie ORCID. Według ogólnoświatowej bazy danych Web of Science najczęściej cytowana pracą, której współautorem jest dr hab. inż. Krzysztof Górski, był artykuł dotyczący analizy zmienności ciśnienia w komorze spalania silnika o zapłonie samoczynnym.

## Członkostwo w organizacjach i radach programowych
- Stowarzyszenie Inżynierów i Techników Mechaników Polskich[17]
- Polskie Towarzystwo Naukowe Silników Spalinowych[18]

## Nagrody i odznaczenia
- Srebrny Krzyż Zasługi (2016)[19]
- Medal Komisji Edukacji Narodowej (2012)
- Brązowy Medal za Długoletnią Służbę (2011)
- Srebrny Medal za Długoletnią Służbę (2023)
- Nagroda J.M. Rektora Uniwersytetu Technologiczno-Humanistycznego im. Kazimierza Pułaskiego w Radomiu (2015, 2016, 2018)
- Nagroda Ministra Nauki i Szkolnictwa Wyższego (2012)[20]
- Nagroda J.M. Rektora Politechniki Radomskiej (2008, 2006, 2005)